# Maytenus parvifolia
Maytenus parvifolia är en benvedsväxtart som beskrevs av Julian Alfred Steyermark. Maytenus parvifolia ingår i släktet Maytenus och familjen Celastraceae. Inga underarter finns listade.